# Eumerus flavimarginatus
Eumerus flavimarginatus är en tvåvingeart som beskrevs av Hull 1964. Eumerus flavimarginatus ingår i släktet månblomflugor, och familjen blomflugor. Inga underarter finns listade i Catalogue of Life.